# Банников, Василий Васильевич
 Васи́лий Васи́льевич Ба́нников  ( 1 ноября  1925 года — 12 декабря 1951 года) — командир орудия 82-го отдельного гвардейского истребительно-противотанкового дивизиона (74-я гвардейская стрелковая дивизия, 8-я гвардейская армия) гвардии сержант, полный кавалер ордена Славы.

## Биография
Василий Васильевич Банников родился 1 ноября 1925 года в с. Зирган.
Мордвин. Образование неполное среднее. Член КПСС с 1944 г. До призыва в армию работал в колхозе.
В Советскую Армию призван в феврале 1943 года Мелеузовским райвоенкоматом Башкирской АССР.
Окончил сокращённые курсы при военном артиллерийском училище. В боях Великой Отечественной войны с февраля 1943 года. Был дважды ранен и один раз контужен.
В 1945 году старшина Банников В. В. демобилизован. Жил в городе Уфа.
В. В. Банников скончался в военном госпитале в 12 декабря 1951 года. Похоронен в Уфе..

## Подвиг
Командир орудийного расчёта 82-го отдельного гвардейского истребительно-противотанкового дивизиона (74-я гвардейская стрелковая дивизия, 8-я гвардейская армия, 3-й Украинский фронт) гвардии сержант Василий Банников 11 апреля 1944 года, поддерживая наступление стрелковых подразделений юго-западнее города Овидиополь Одесской области Украины, вместе с бойцами подавил пять пулемётных точек и уничтожил до взвода гитлеровцев. 13 апреля 1944 года при отражении контратак противника в предместье этого же населённого пункта другие номера расчета вышли из строя. Гвардии сержант Банников продолжал вести огонь по врагу: подавил пять пулемётов и истребил свыше двадцати гитлеровцев.
Приказом от 8 июня 1944 года «за образцовое выполнение заданий командования в боях с немецко-фашистскими захватчиками» гвардии сержант Банников Василий Васильевич награждён орденом Славы 3-й степени (№ 64990).
6 августа 1944 года в районе польского города Магнушев отважный гвардеец 82-го отдельного гвардейского истребительно-противотанкового дивизиона (74-я гвардейская стрелковая дивизия, 8-я гвардейская армия, 1-й Белорусский фронт), командуя расчётом, поджёг штурмовое орудие. 12 августа 1944 года, когда три вражеских танка вклинились в боевые порядки советских подразделений, бесстрашный воин-артиллерист подбил один танк, а остальные повернули назад.
Приказом от 10 сентября 1944 года «за образцовое выполнение заданий командования в боях с немецко-фашистскими захватчиками» гвардии сержант Банников Василий Васильевич награждён орденом Славы 2-й степени (№ 4199).
В уличных боях в столице гитлеровской Германии Берлине орудийный расчёт под командованием гвардии старшего сержанта Василия Банникова 21-24 апреля 1945 года поразил семь огневых точек, восемь дотов и свыше двадцати гитлеровцев. 30 апреля 1945 года, орудийный расчёт Банникова поддерживая штурмовую группу, уничтожил пулемёт и более десятка вражеских солдат.
Указом Президиума Верховного Совета СССР от 15 мая 1945 года «за образцовое выполнение заданий командования в боях с немецко-фашистскими захватчиками» гвардии старший сержант Банников Василий Васильевич награждён орденом Славы 1-й степени (№ 1160), став полным кавалером ордена Славы.

## Награды
Орден Славы трёх степеней